# Relaciones México-Países Bajos
Las naciones de México y los Países Bajos establecieron relaciones diplomáticas en 1827. Ambas naciones son miembros de las Naciones Unidas y la Organización para la Cooperación y el Desarrollo Económicos.

## Historia
Los Países Bajos fue el segundo país europeo en reconocer a México poco después de su independencia de España en 1821. Ese mismo año, los Países Bajos comenzaron a transportar mercancías entre México y Europa ya que los Países Bajos eran vistos como una nación "neutral" durante las disputas entre Francia y España. En 1826, los Países Bajos designó un cónsul general en la Ciudad de México. México correspondió el gesto abriendo una oficina diplomática en La Haya.
Ambas naciones establecieron relaciones diplomáticas el 15 de junio de 1827 cuando se firmó un Tratado de Amistad y Comercio. Entre 1864 y 1878, las relaciones diplomáticas fueron suspendidas por el presidente mexicano Benito Juárez después de que el gobierno holandés reconoció al gobierno del Emperador Maximiliano I de México por las fuerzas ocupacionales francesas del Emperador Napoleón III. Este período se conocía como el Segundo Imperio Mexicano.
En 1940, la legación mexicana en La Haya fue cerrada como resultado de la Segunda Guerra Mundial y fue reabierta en 1946. En mayo de 1954 ambas naciones elevaron sus representaciones diplomáticas a embajadas, respectivamente. En 1963, el presidente Adolfo López Mateos se convirtió en el primer jefe de Estado mexicano en visitar los Países Bajos. En los años siguientes se producirían visitas posteriores de futuros presidentes mexicanos a los Países Bajos.
En 1964, la reina Juliana de los Países Bajos realizó una visita oficial a México, convirtiéndose en la primera monarca holandesa en visitar el país. En noviembre de 2009, la reina Beatriz de los Países Bajos también realizó una visita oficial a México. En 2016, la Reina Máxima de los Países Bajos realizó su primera visita oficial a México como Reina (previamente había visitado el país como Princesa en 2009 y en 2011).
En 2018, el presidente mexicano Enrique Peña Nieto realizó una visita oficial a los Países Bajos para celebrar el 190 aniversario entre ambas naciones. En marzo de 2024, el ministro de Comercio Exterior de los Países Bajos, Geoffrey van Leeuwen, realizó una visita a México donde se reunió con su homólogo y se reunió con representantes de empresas holandesas que operan en México.

## Visitas de alto nivel

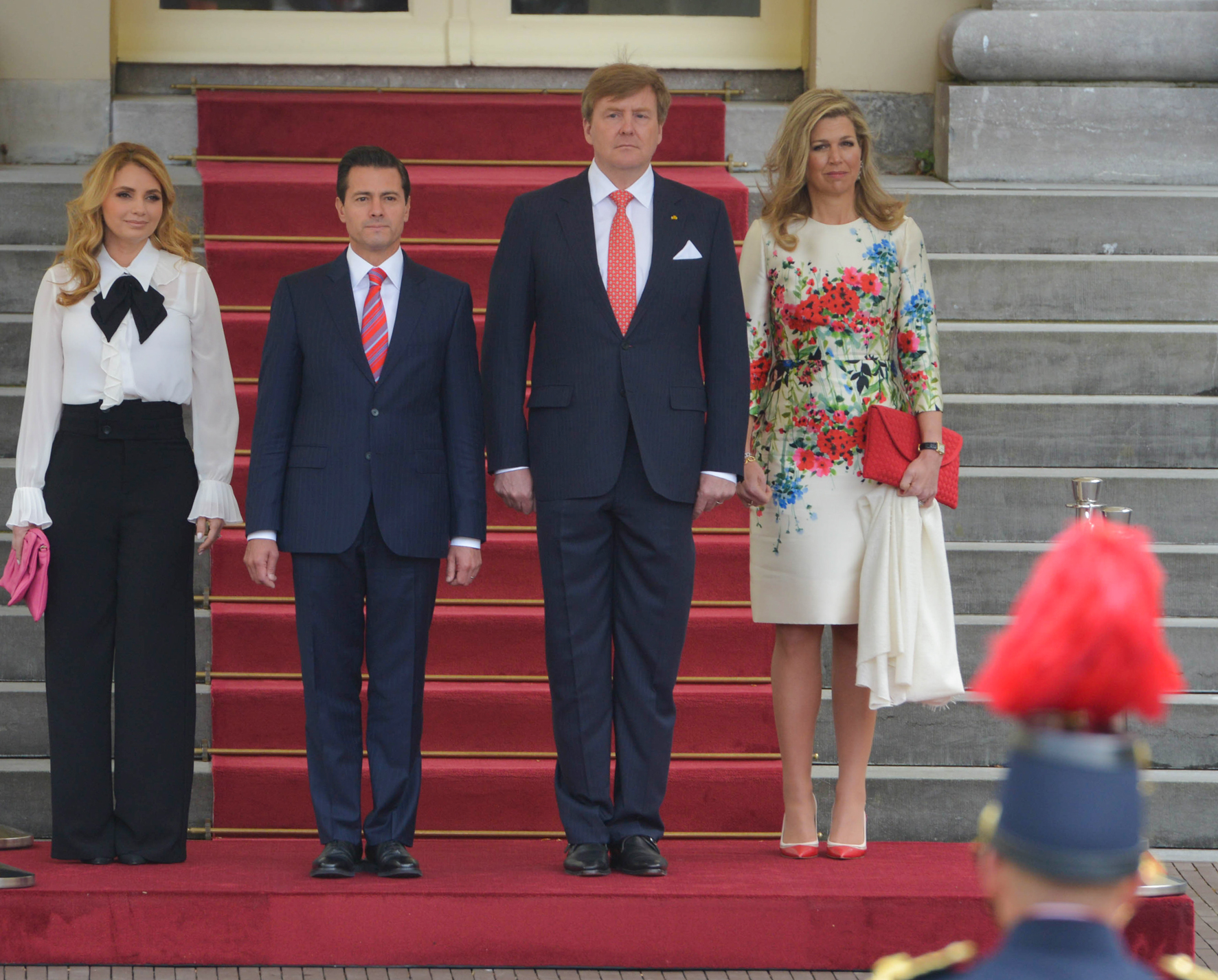
Visita oficial del presidente mexicano Enrique Peña Nieto a los Países Bajos; 2018.

Visitas de alto nivel de México a los Países Bajos
- Presidente Adolfo López Mateos (1963)
- Presidente Carlos Salinas de Gortari (1993)
- Presidente Felipe Calderón (2009)
- Presidente Vicente Fox (2003)
- Secretario de Relaciones Exteriores José Antonio Meade Kuribreña (2013, 2015)
- Secretaria de Relaciones Exteriores Claudia Ruiz Massieu Salinas (2016)
- Subsecretario de Relaciones Exteriores  Carlos de Icaza González (2016)
- Presidente Enrique Peña Nieto (2018)

Visitas de alto nivel de los Países Bajos a México
- Reina Juliana de los Países Bajos (1964)
- Primer ministro Jan Peter Balkenende (2004)
- Reina Beatrix de los Países Bajos (2009)
- Príncipe heredero (actual Rey) Guillermo Alejandro de los Países Bajos (2009)
- Reina (y como Princesa) Máxima de los Países Bajos (2009, 2011, 2016)
- Ministro de Relaciones Exteriores Bert Koenders (2015)
- Ministro de Relaciones Exteriores Stef Blok (2019)
- Ministro de Comercio Exterior Geoffrey van Leeuwen (2024)

## Galería

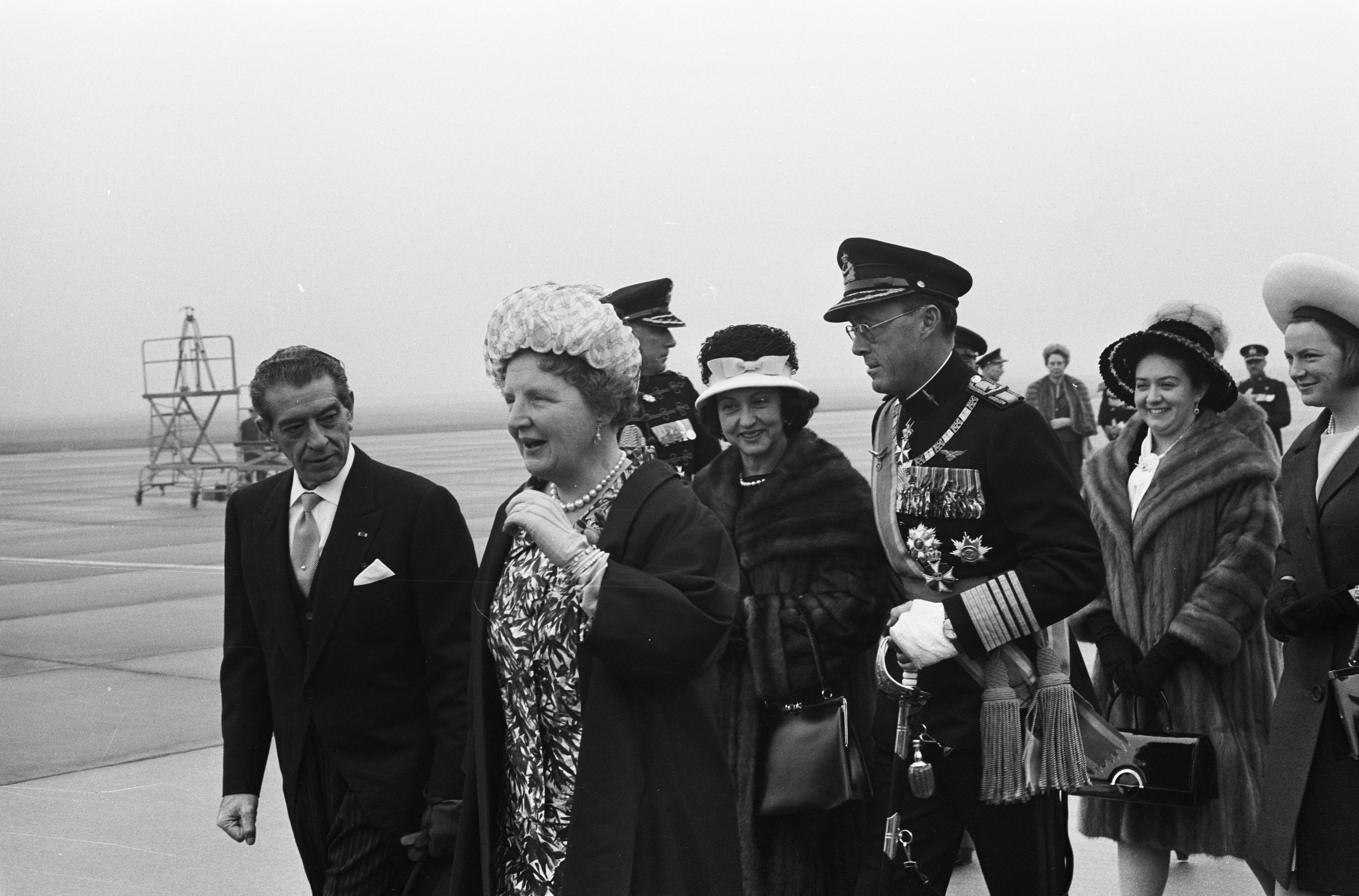
El presidente Adolfo López Mateos junto con la Reina Juliana en La Haya; 1963.
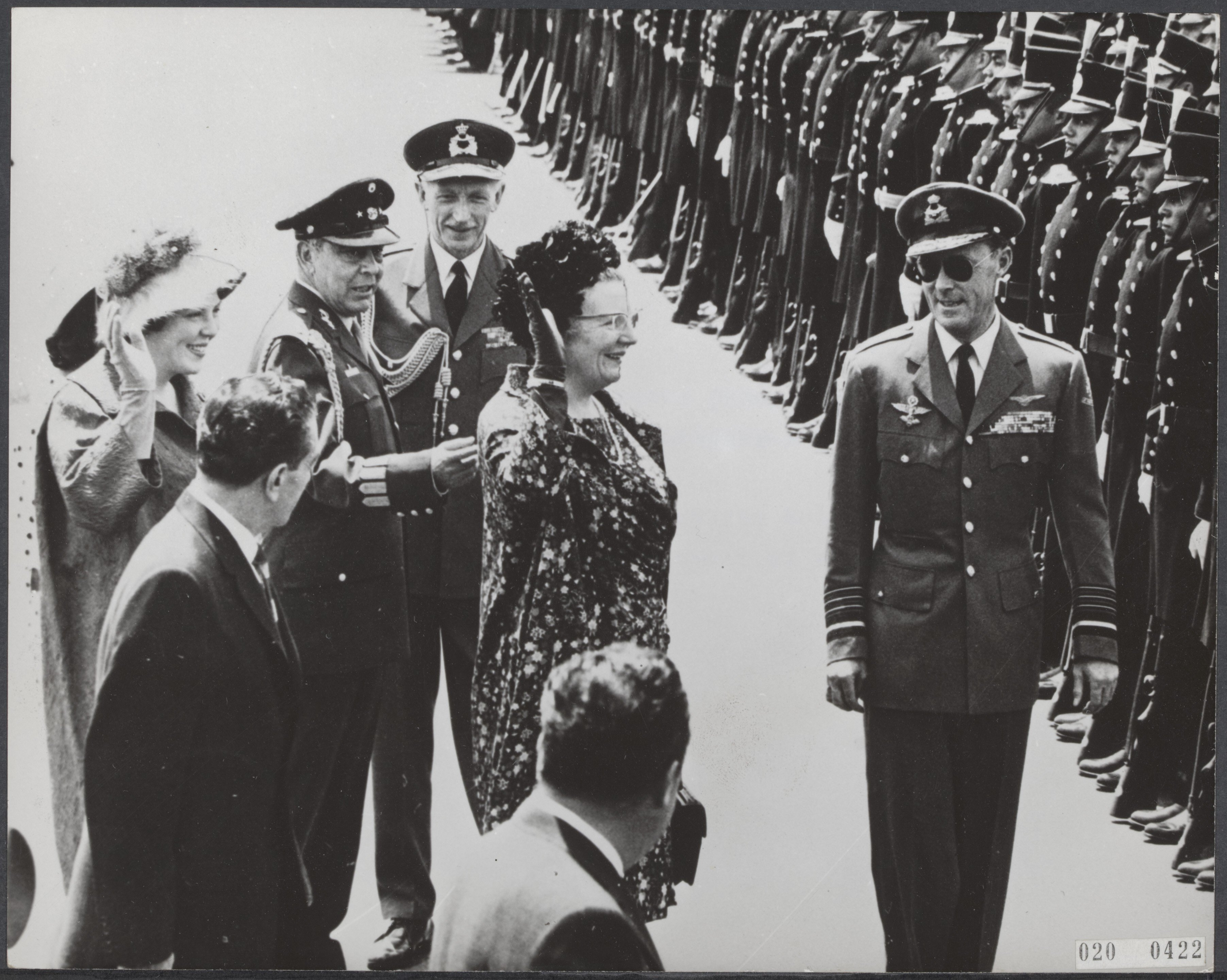
La Reina Juliana en una visita a la Ciudad de México junto con el presidente Adolfo López Mateos; 1964.
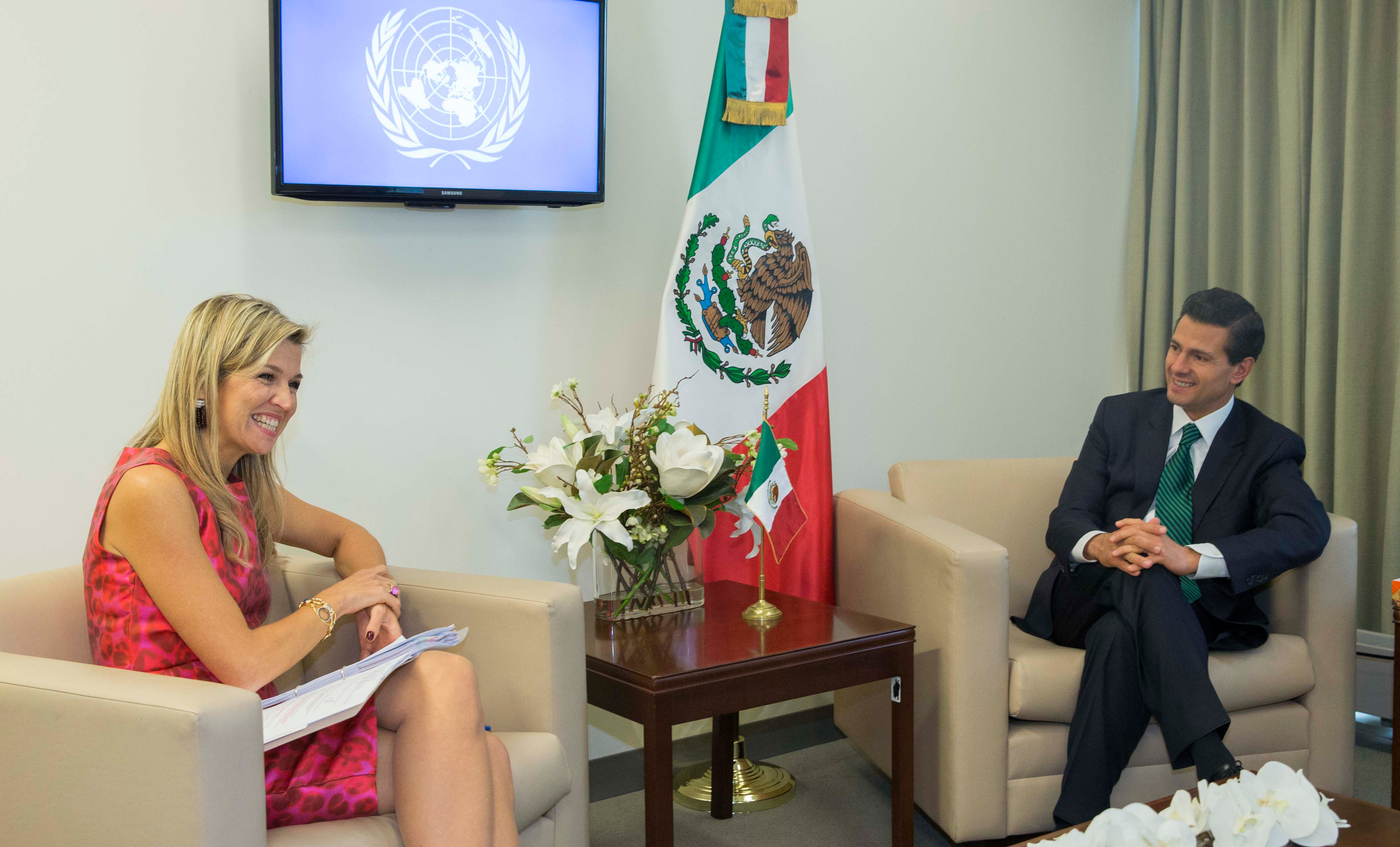
La Reina Máxima con el presidente Enrique Peña Nieto en Nueva York; 2015.

## Acuerdos bilaterales
Las dos naciones han firmado varios acuerdos bilaterales, como un Tratado de Amistad, Navegación y Comercio (1827); Tratado de Extradición (1907); Acuerdo comercial (1950); Tratado de Relaciones Culturales (1964); Acuerdo de transporte aéreo (1971); Acuerdo para evitar la doble imposición y prevenir la evasión fiscal en los impuestos sobre la renta (1993); Acuerdo para la Promoción y Protección Recíproca de Inversiones (1998); Acuerdo entre México y los Países Bajos en relación con las Antillas Neerlandesas sobre el intercambio de información sobre asuntos fiscales (2009); y un Acuerdo entre México y los Países Bajos, con respecto a Aruba, para el intercambio de información con Respeto a los impuestos (2013).

## Turismo y transporte
Hay vuelos directos entre los dos países con las siguientes aerolíneas: Aeroméxico, KLM y TUI Airlines Nederland.

## Relaciones comerciales
En 1997, México firmó un Tratado de Libre Comercio con la Unión Europea (lo cual también incluye a los Países Bajos). En 2023, el comercio total entre las dos naciones ascendió a $4.6 mil millones de dólares. Las principales exportaciones de México a los Países Bajos incluyen: teléfonos y teléfonos móviles, máquinas de procesamiento de datos, equipo eléctrico, equipo médico, minerales, productos químicos, productos de hierro o acero, partes para vehículos de motor, frutas, jugos, miel, alcohol, y ganado. Las principales exportaciones de los Países Bajos a México incluyen: productos electrónicos, maquinaria, productos de hierro o acero sin alear, aceites de petróleo, tractores, automóviles y otros vehículos, productos químicos, equipo médico, extracto de malta, semillas, queso y otros productos lácteos.  Entre las empresas holandesas instaladas en México se encuentran C&A, Heineken, Koppert, Philips, Rabobank y Royal Brinkman (entre otros).

## Misiones diplomáticas residentes
- México tiene una embajada en La Haya.[14]
- Países Bajos tiene una embajada en la Ciudad de México.[15]

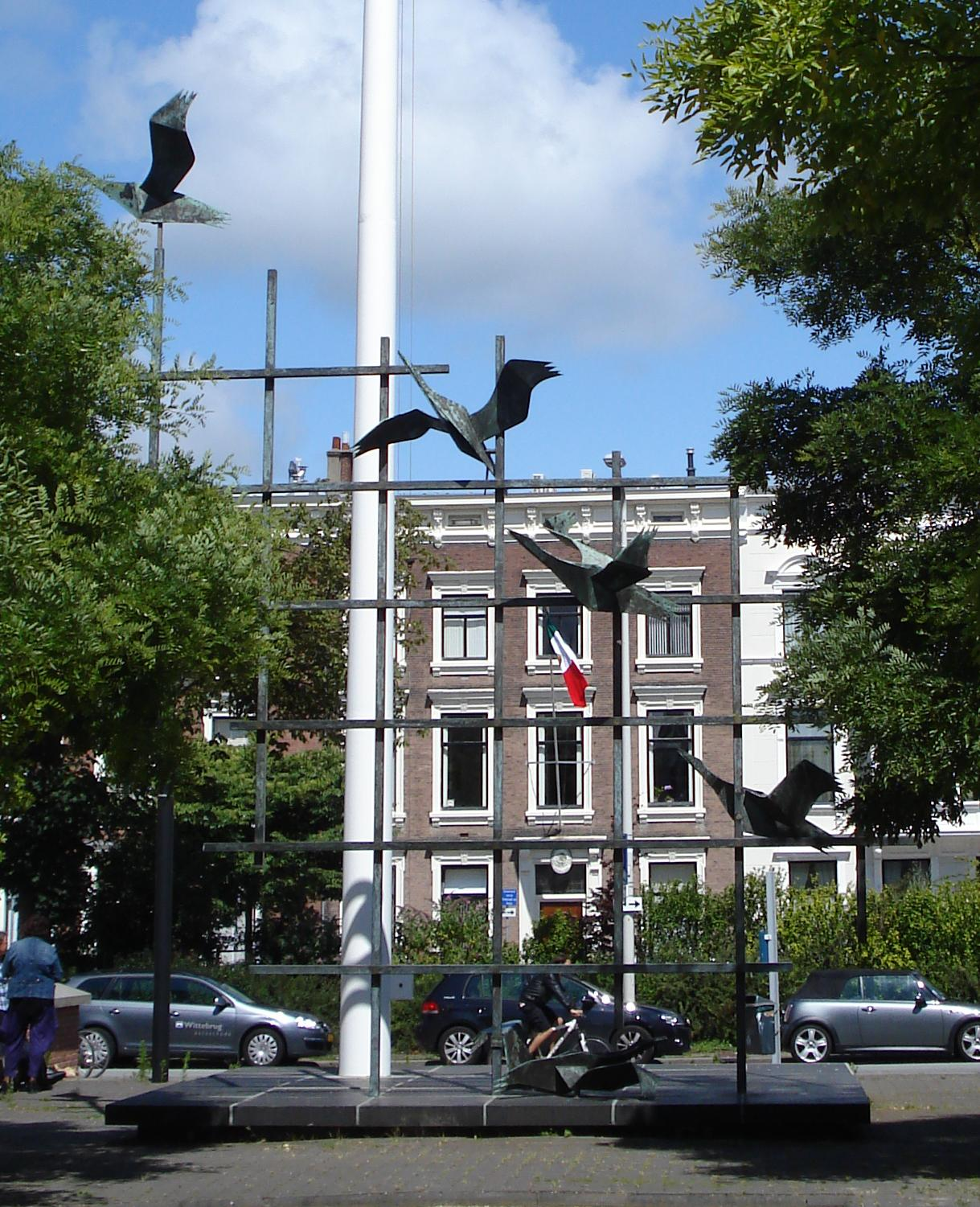
Embajada de México en La Haya
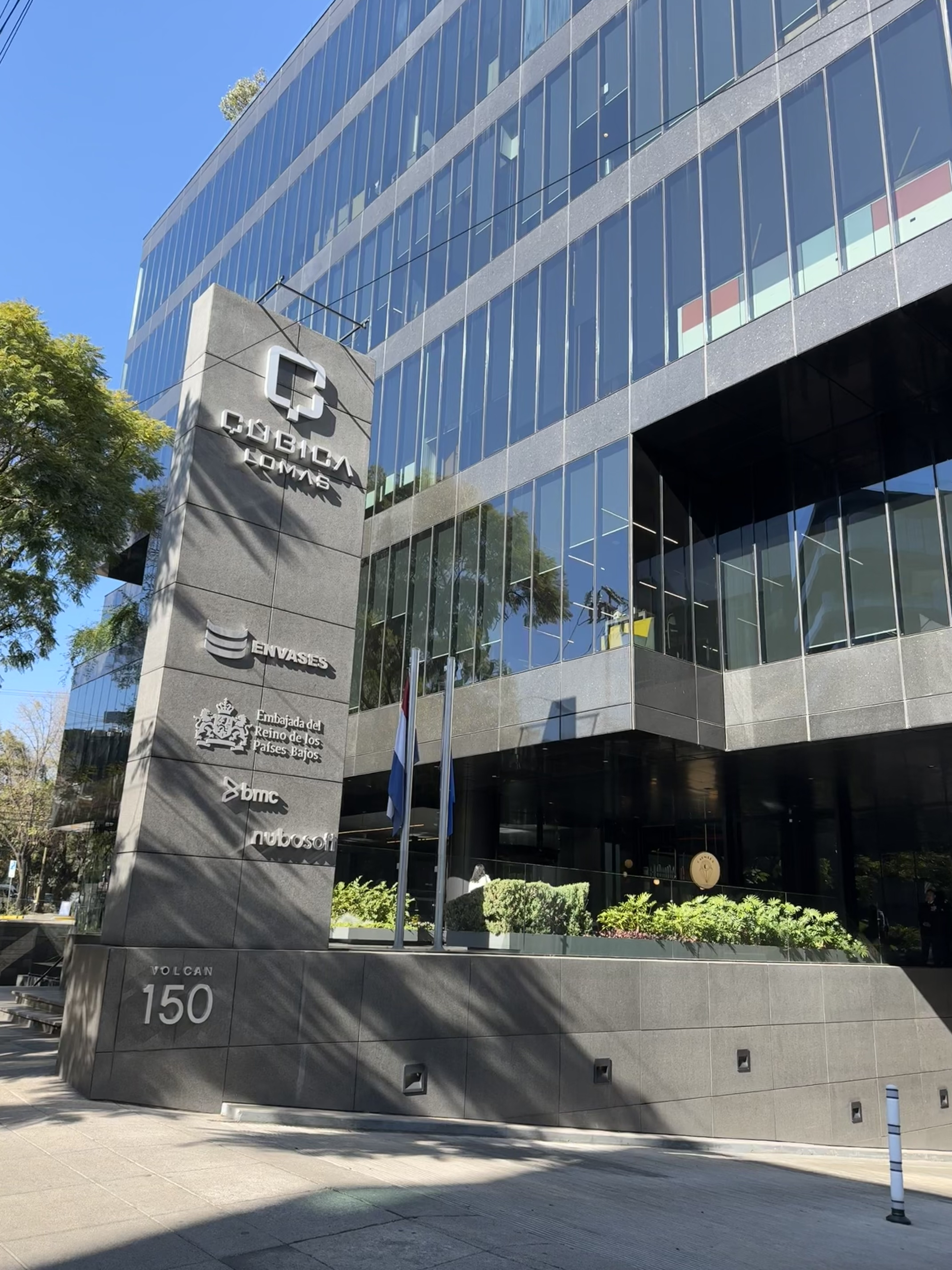
Embajada de los Países Bajos en la Ciudad de México